# Eleccions legislatives daneses de 1975
Les eleccions legislatives daneses de 1975 se celebraren el 9 de gener de 1975. El partit més votat foren els socialdemòcrates i Anker Jørgensen formà un govern de coalició amb el Venstre.
| Partit                           | Líder           | Vots           | %              | Escons         | +/-            |                |
| -------------------------------- | --------------- | -------------- | -------------- | -------------- | -------------- | -------------- |
| Socialdemokratiet                | Anker Jørgensen | 913,155        | 29.9           | 53             | +7             |                |
| Venstre                          | Poul Hartling   | 711,298        | 23.3           | 42             | +20            |                |
| Fremskridtspartiet               | Mogens Glistrup | 414,219        | 13.6           | 24             | -4             |                |
| Det Radikale Venstre             | Svend Haugaard  | 216,553        | 7.1            | 13             | -7             |                |
| Det Konservative Folkeparti      | Poul Schlüter   | 168,164        | 5.5            | 10             | -6             |                |
| Kristeligt Folkeparti            | Jens Møller     | 162,734        | 5.3            | 9              | +2             |                |
| Socialistisk Folkeparti          | Gert Petersen   | 150,963        | 5.0            | 9              | -2             |                |
| Danmarks Kommunistiske Parti (K) |                 | 127,837        | 4.2            | 7              | +1             |                |
| Centrum-Demokraterne             | Erhard Jakobsen | 66,316         | 2.2            | 4              | -10            |                |
| Venstresocialisterne (Y)         |                 | 63,579         | 2.1            | 4              | +4             |                |
| Danmarks Retsforbund (E)         |                 | 50,095         | 1.8            | 0              | -5             |                |
| Participació                     | Participació    | 88,2%          | 88,2%          | 88,2%          | 88,2%          | 88,2%          |
| Font                             | Font            | Folketinget.dk | Folketinget.dk | Folketinget.dk | Folketinget.dk | Folketinget.dk |